# La elección de Selma
La elección de Selma, titulado Selma's Choice en la versión original, es un episodio perteneciente a la cuarta temporada de la serie animada Los Simpson, estrenado originalmente en FOX el 21 de enero de 1993. Selma decide que quiere tener un bebé, para no pasar el resto de su vida sola. Sin embargo, después de llevar a Bart y a Lisa a los jardines Duff, se da cuenta de que no está lista para criar niños. El episodio fue escrito por David M. Stern y dirigido por Carlos Baeza.

## Sinopsis
Todo comienza cuando, después de la muerte de la tía Gladys (Gladiola en los países latinoamericanos), los Simpson asisten a su funeral y a la lectura de su testamento. En el video en donde estaba la tía diciendo sus últimas voluntades, les deja un mensaje a Patty y a Selma pidiéndoles que no se quedasen solas, que formaran una familia. Además, les da como legado un viejo reloj y otras pertenencias. 
Selma, después de ver el video, comienza a preocuparse por su reloj biológico, ya que no tiene mucho tiempo más para tener un bebé. Luego, trata de conseguir una cita mediante grabaciones de video, y hasta considera utilizar un donante de esperma. 
Mientras tanto, Homer les promete a Bart y a Lisa que irían a los Jardines Duff (Parque Frenesí en Hispanoamérica), un famoso parque de diversiones basado en la cerveza Duff, pero poco antes del día de la partida Homer se enferma por una indigestión de un viejo bocadillo. Para no decepcionar a los niños y para ayudar un poco a su hermana, Marge le propone a Selma que lleve a Bart y Lisa al parque.
Allí, aunque al principio todos se divierten, Lisa comienza a convertirse en un problema, ya que en una atracción bebe un raro líquido, el cual simulaba el agua del parque, mientras que Bart hace el gamberro y acaba colgando de una montaña rusa. Los guardias del parque, luego, encuentran a Lisa nadando en un estanque y salvan a Bart, tras lo que se los devuelven a Selma.
Por su parte, Homer mejora de su enfermedad y él y Marge pasan una tarde divertida.
Después de la experiencia negativa con sus sobrinos, Selma decide que puede vivir sin ser madre. Sin embargo, para tener una compañía más allá de su hermana Patty, decide adoptar a Jub-Jub, la iguana mascota de la difunta tía Gladys.

## Producción
El guionista David Stern dijo que quería volver a hacer un episodio de Patty y Selma, ya que había desarrollado muy bien la idea al escribir "Principal Charming", de la segunda temporada de la serie. Pensó que era importante "Mantener a esos personajes (Patty y Selma) vivos." Los animadores tuvieron problemas con el tamaño de los ojos de los personajes durante la temporada, y los hicieron notablemente más grandes que lo normal. Cuando la familia ve el video del testamento, Julie Kavner grabó cinco voces en la escena. Cuando Gladys muestra su colección de papas, la escena estuvo inspirada en un invitado real de The Tonight Show Starring Johnny Carson, quien mostró su colección de papas que se parecían a gente famosa. El nombre de la iguana Jub-Jub fue ideado por Conan O'Brien. El lenguaje que se oye en la radio de Selma fue creado específicamente para este episodio. Por otra parte, este es el primer episodio en el que aparece Jub-Jub.